# Mas d'en Mestres
El Mas d'en Mestres és una masia d'Alforja, a l'antic terme de Cortiella, inclosa a l'Inventari del Patrimoni Arquitectònic de Catalunya.

## Descripció
És una gran casa pairal, de planta rectangular, amb capella incorporada i obra de paredat amb reforços de maons. La façana té bastants obertures i la porta és d'arc escarser. És coberta amb teulada d'una vessant. La capella, al primer pis de la casa, té accés independent, amb porta d'arc agut i petita espadanya a sobre. Prop del mas, hi ha un fossar particular. A la façana arrebossada, un rellotge de sol.

## Història
Formava part de l'antic terme de Cortiella, que fou donat per la reina Sança a Ramon de Gavagou o Ganagot el desembre de 1190. Més tard s'incorpora a Alforja. Cortiella tenia 3 focs el 1553, 4 el 1708 i 1 el 1830. Entre 1586 i 1669 participà en la Comuna del Camp de Tarragona. El 1553 constaven en el terme de Cortiella 8 masos, entre ells el de Joan Mestres. Fou la casa pairal del cap carlí del mateix nom, i fou refeta cap al 1860. El mas domina una bona part de l'antic terme, i té una capella dedicada a sant Antoni de Pàdua, que ha estat restaurada i condicionada a mitjans dels anys setanta pels actuals propietaris. A la clau de la porta d'entrada del mas hi ha una destral i a les dovelles dels costats la data 1857, i en una font tapiada la data 1880.